# Дубровки (Конаковский район)
Дубровки — деревня в Конаковском районе Тверской области. Входит в состав Селиховского сельского поселения.

## География
Находится в юго-восточной части Тверской области на расстоянии приблизительно 2 км на юго-восток по прямой от районного центра города Конаково на правом берегу речки Донховка.

## История
Известна с 1628 года. В 1859 году здесь (деревня Корчевского уезда Тверской губернии) было учтено 20 дворов.

## Население
Численность населения: 197 человек (1859 год), 51 (русские 100 %) в 2002 году, 39 в 2010.